# Þverdalshæð
Þverdalshæð är en kulle i republiken Island. Den ligger i regionen Västfjordarna, 200 km norr om huvudstaden Reykjavík. Toppen på Þverdalshæð är 488 meter över havet, eller 148 meter över den omgivande terrängen. Bredden vid basen är 4,8 km.
Trakten runt Þverdalshæð är nära nog obefolkad, med färre än två invånare per kvadratkilometer. Det finns inga samhällen i närheten. Trakten runt Þverdalshæð består i huvudsak av gräsmarker.